# Рана
Раната (на латински: vulnus) е вредно въздействие на кожата, причинено от разкъсване, разрязване, пробождане или въздействие с предмет или сила, при което се нарушава външната цялост на кожата.
Раната може да е животозастрашаващо състояние при дълбоки рани, продължително кървящи рани и такива, които за замърсени с патогенни микроорганизми. Попадайки в кръвоносната система, бактериите могат да причинят сепсис.

## Реакция
Организмът винаги реагира на нараняването с предсказуем възпалителен отговор, като първа стъпка към излекуването. Зачервяването, топлината, подуването и болката са свързани с този първи етап. Зачервяването и топлината са в резултат на повишения кръвен поток. Подуването е резултат от увеличеното движение на течности и бели кръвни клетки в увреденото място. Болката в областта на нараняването се причинява от отделянето на химикали и компресията на нервите. Болката и подуването могат да попречат на човек да използва наранената част, което спомага за предпазване от по-нататъшно нараняване.
Реакцията на организма в повечето от случаите е прекомерна.

## Класификация
Най-често използваната класификация на раните се базира на морфологичните им белези. Те се определят от формата на нараняващия предмет и механичната сила.

### Порезна рана (vulnus scisum); разрязна рана (vulnus incisum)
Получава се при нараняване на тъканите с остри предмети като коса, скалпел, нож, бръснач, стъкло и др. Характеризира се с линеен отвор, гладки раневи ръбове и стени. Обикновено се придружава и с обилно кръвотечение.

### Посечна рана (vulnus caesum)
Причинява се от нараняване с масивни режещи предмети като брадва, сабя, длето и др. Такива рани зеят широко, а кръвотечението е слабо. Болката при тях е много силна. Обикновено имат равни краища и нееднаква дълбочина. Често се придружават и от размачкване на тъканите и засягане на кост.

### Контузна рана(vulnus contusum)
Предизвиква се от тъпи предмети като тояга, камък, колело на превозно средство или при падане върху твърд и неравен терен. Раневите ръбове са неравни, подпухнали и често обърнати навън, поради настъпилото инфилтриране с кръв на околните тъкани. Болката и чувствителността на кожата обикновено липсват поради размачкването на подлежащите тъкани. Кръвотечението е слабо, налице е кръвонасядане на околните тъкани, в зависимост от силата на удара са възможни и дълбоки кръвонасядания или хематоми.

### Разкъсна рана (vulnus laceratum)
Може да бъде в резултат от нокти на животни, островърхи клончета на дървета, вследствие на механично разтягане и разкъсване на кожата и подлежащите тъкани. По-лесно се разкъсват слабоеластичните тъкани като мускулите и по-трудно кожата. Стените и дъното на раната не са равни. Зеенето е силно изразено, а кръвотечение почти липсва. Раневата болка може да бъде различна по степен и продължителност.

### Прободна рана (vulnus punctum)
Получава се при наранявате с остър предмет с кръгло или заоблено напречно сечение като гвоздей, игла, тел. Характеризира се с малък отвор и дълъг ранев канал.

### Ухапна рана (vulnus morsum)
Причинява се от зъбите като характера на нараняването на тъканите зависи от формата им, дълбочината на проникването и последващото движение на челюстите при захапване. В резултат на това се получава рана с различна степен на загуба на тъкан. Раневите ръбове са неравни, подлежащите тъкани са размачкани, възможни са и счупвания на кости. Кръвотечението е слабо.
- vulnus morsum e animalibus – рани при ухапване от животни;
- vulnus morsum e serpentibus – рани при ухапване от змии и други влечуги;
- vulnus morsum e insectibus – рани при ухапване от насекоми.

### Отровна рана (vulnus venenatum)
Причинява се от отровни змии, паяци, скорпиони, жилещи и кръвосмучещи насекоми. Характеризират се с рязко изразена болкова реакция без зеене и кръвотечение.

### Огнестрелна рана (vulnus sclopetarium)
Предизвиква се от куршуми, парчета от мини, гранати, снаряди, а също и от разпръснати камъни и предмети вследствие на експлозия. Степента на нарушението зависи от кинетичната енергия, формата, посоката и ъгъла на проникващия в организма предмет. Различават се три зони на раната:
- Зона на разрушаване – това е най-вътрешната зона и съвпада с раневия канал.
- Зона на умъртвявяне – това е непосредствено в областта на раневия канал. Тук тъканите са обхванати от некроза.
- Зона на молекулно сътресение – най-периферната зона и се причинява от силното разтърсване на тъканите от ударната вълна. Резистентността към инфекции и регентеративната способност са силно намалени.

### Размачкване (vulnus conquassatum)
Възниква под действието на силно налягане от тъпи предмети с голяма маса. Характеризира се със:
- неравни, подпухнали, синьо-червени оцветени ръбове;
- размачкани и пропити с кръв тъкани;
- наличие на раздробени кости;
- обширен дефект на кожата;
- кожата е нечувствителна;
- обикновено липсва кръвотечение.

### Комбинирана рана
Това е обикновено проява на съчетание на признаците на два или повече типа рани посочени по-горе, например прободно-разкъсна, разкъсано-контузна рана и т.н.

## Усложнения
Замърсяването на раната с патогенни микроорганизми може да прерасне в животозастрашаващо състояние. Това е особено често срещано явление при пътните злополуки, при които в раната попадат части от почвата, замърсени предмети от околната среда. От тяхната повърхност в организма може да попадне анаеробния микроорганизъм Clostridium tetani. Ако пострадалият е пропуснал задължителната имунизация против този микроорганизъм за период по-дълъг от 5 години или умишлено не се е подложил на такава, той може да развие животозастрашаващото инфекциозно заболяване тетанус. За да не се стигне до това състояние, пострадалият трябва да получи в най-кратък срок противотетаничен серум, а раната му да бъде почистена със стерилни материали и обработена с антибиотик.
Наранявания, които са получени в резултат на ухапване от бездомни кучета или други диви животни, крият риск от развитие на бяс при попадане на част от слюнката им в организма. Вирусът на бяса Rhabdovirus лесно прониква в организма и по нервите достига до централната нервна система. Лечението включва поставяне на противобясна ваксина, но не по-късно от 4 – 5 дни след ухапването.

## Признаци за инфектиране на раната
Делят се на местни и общи. Местните признаци се наблюдават в областта на раната и включват: зачервяване, подуване, затопляне, болка, неприятен мирис, изтичане на течност или гной. Общите са характерни прояви за цялото тяло: отпадналост, висока температура, левкоцитоза.